# 马里-皮埃尔·柯尼希
马里-皮埃尔·柯尼希（法語：Marie-Pierre Kœnig，1898年10月10日—1970年9月2日），法国将军。他指挥的自由法国旅1942年在北非比爾哈凱姆戰役成功阻击了隆美尔的军队，使英国盟军得以顺利撤退到埃及准备反攻。
柯尼希出生于法国卡昂，他在在第一次世界大战在法国军队服役和参战，战争结束后，他在驻摩洛哥的法国军队继续服役。
当第二次世界大战爆发，柯尼希返回法国。他先被委派为队长率领法国军队前往目的地挪威，任自由法国军队第一师参谋长。1941年他在叙利亚和黎巴嫩参加运动。他后来升任上将坐镇指挥埃及的法国第一旅。1942年6月19日他的部队在比尔哈凯姆战役成功阻击德军直到他们被迫撤回。1944年，他指挥的自由法国参加诺曼底登陆。在1944年6月，他指挥的法国军队内部统一各种法国抵抗组织，属戴高乐控制。1944年8月21日戴高乐任命他为巴黎军事总督，以恢复法律和秩序。
战后1952年5月，柯尼希成为一名在德国的法国占领区内法军指挥官，直到1949年。1949年他成为北非监察长和最高战争理事会副主席。1951年，退休后，他被选为戴高乐在法国国民议会代表，和短期担任国防部长到1955年。
柯尼希1970年9月2日在诺伊市去世，1984年他被追授为法国元帅。除了纪念碑在法国，还有街道以他的名字命名──在以色列耶路撒冷和在以色列内坦亚。

## 其他
- 苏珊·崔弗斯（Susan Travers）

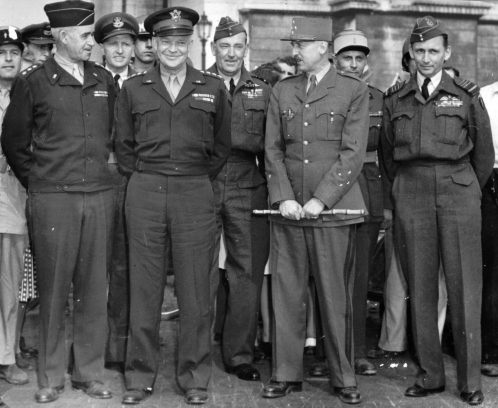
手持权杖者为马里-皮埃尔·柯尼希 1944年摄于巴黎。

| 前任： 勒内·普利文          | 法国国防部长 1954.6.19-1954.8.14 | 繼任： 埃曼纽尔·滕普尔 |
| 前任： 莫里斯·布尔热-莫努里 | 法国国防部长 1955.2.23-1955.10.6 | 繼任： 皮埃尔·Bilotte  |